# Augochloropsis berenice
Augochloropsis berenice är en biart som först beskrevs av Smith 1879.  Augochloropsis berenice ingår i släktet Augochloropsis och familjen vägbin. Inga underarter finns listade.